# هنریک، شاهزاده دانمارک
هنریک، شاهزاده دانمارک (الگو:Lang-dk; ۱۱ ژوئن ۱۹۳۴ – ۱۳ فوریهٔ ۲۰۱۸) همسر مارگرته دوم ملکه دانمارک بود. او که در اصل فرانسوی بود در ۱۰ ژوئن ۱۹۶۷ با مارگرته ازدواج کرد. هنریک و مارگرته دو پسر به نام‌های فردریک و یواخیم دارند.
هنریک بعد از یک دوره کوتاه بیماری در ۱۳ فوریه ۲۰۱۸ در سن ۸۱ سالگی در کاخ سلطنتی فردنسبورگ درگذشت.